# 新幹線961形電車

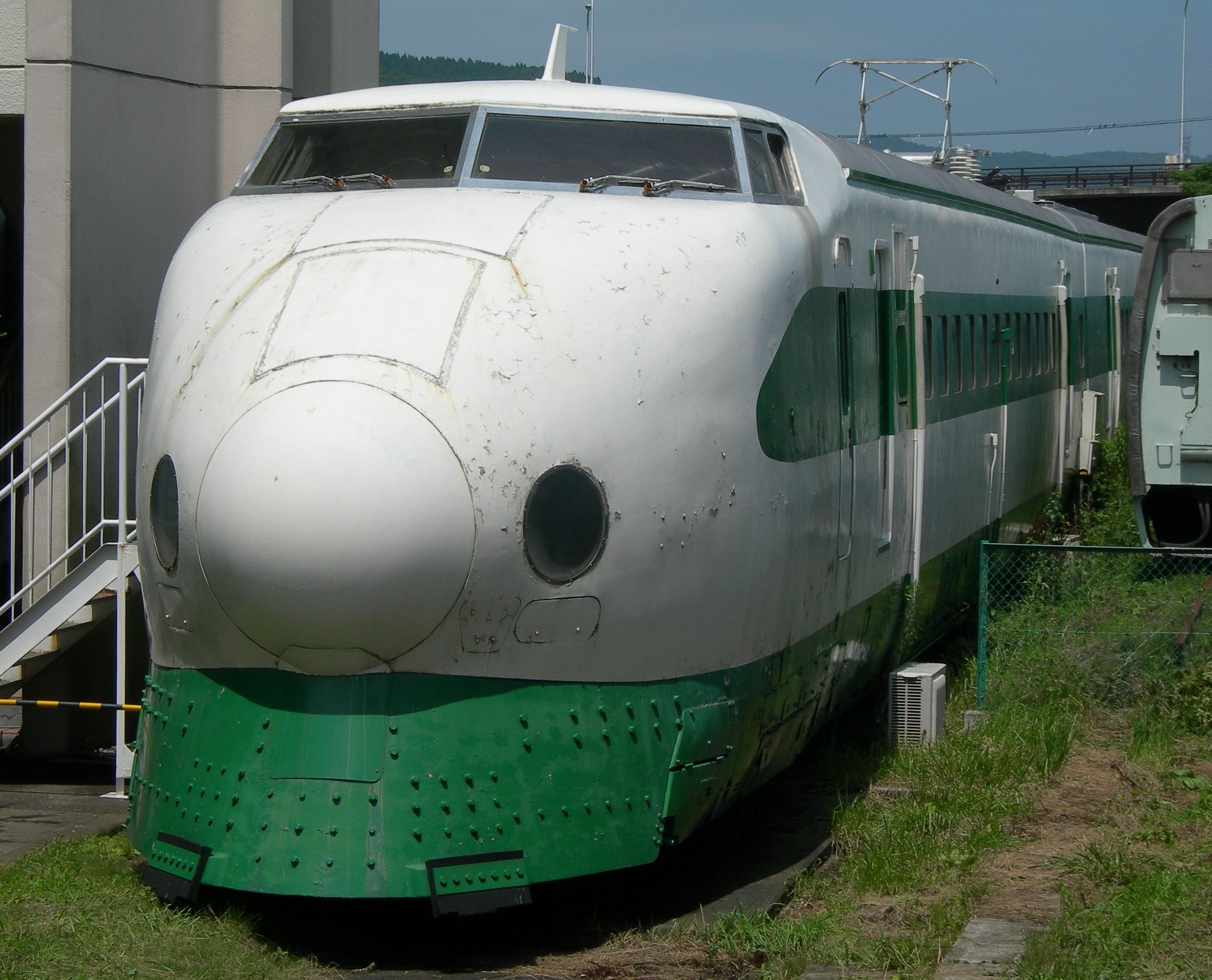
新幹線総合車両センター内に保存されている新幹線961形電車

新幹線961形電車（しんかんせん961がたでんしゃ）は、日本国有鉄道（国鉄）が1973年（昭和48年）に全国新幹線網対応車両として開発した6両編成の試作電車。

## 編成の特徴
編成構成は電源周波数50/60Hz対応の6M（全車電動車）で、ボディはアルミ合金製でボディーマウント構造を採用し、新幹線で初めて客室窓がすべて小型構造となった。主電動機の定格出力は951形を上回る275kWに増強し、東北新幹線などでの寒冷地走行を想定した耐寒耐雪仕様となっており、車端部に雪切室が設置された。当時、山陽新幹線や東北・上越新幹線では開業当初から260 km/h運転が計画されていたことから、これに合わせた車両性能が確保されている。
多方面への分割・併合を前提として先頭車両のスカート（排障器）上部に連結器を常備する設計となっていた。この結果、先端部カバー内部は連結器を格納しないために空洞となり、蛍光灯が内蔵されて1000形試作車以来の「内部からの光源で光る光前頭」となった。将来的には、電気軌道総合試験車（ドクターイエロー）への改造も想定されていたが、実現しなかった。
1編成6両の製造費用は9億円。台車はDT9013型を採用している。

## 室内設備
1号車・2号車・6号車は通常車両（2号車のみ腰掛設置）。
3号車は当時新幹線としては初の（営業用では0系の36形が最初）食堂車で、食堂利用客と通過客の分離を計る観点から側廊下を採用し、食堂は窓側2人席・通路寄り4人席のテーブル配置で間接照明とスポットライトを採用し、一角にはソファーコーナーを設置した。
4号車は長距離列車での運用を想定した寝台車・小グループ旅行を前提とした個室とした。特別個室（1室6名の定員）は2室あり、シルバートーンにグレイのアクセントを配した「会議室風」と木目の壁面にエッチング模様・コーナーソファーのある「応接室風」とし、2室の間の仕切は可動式として一体使用も可能としてある。寝台は特別個室1室、特別寝台3室、普通寝台を設置。特別個室は家族旅行をテーマとし2段寝台にソファーを配置（後の「北斗星」ツインデラックスの室内が近似）、特別寝台は1人用個室でこのうち2室については寝台は固定として間の仕切には鍵付きの引き戸を設置し2室利用が可能としている。残る1室は昼間時の1人個室使用の試作を兼ねて寝台が折りたたみ式となっている。普通寝台は2段式であるが新幹線の大柄な車体を生かし、枕木方向のワンボックスに加えて廊下を挟んで長手方向にも寝台を配置した「に」の字配置とした。
食堂車は36形のベースとなり、個室寝台は24系のオロネ25とも共通する点が見受けられる。
ただし、3号車の食堂・4号車の寝台設備は新製当初から設置されたものではなく、1973年（昭和48年）12月に浜松工場に入場して取り付けたものである。5号車には内装がなく、両側面に4×1.5mの開口部を4か所設け、車両の剛性と乗り心地との関係を調べるため、わざと剛性を低下させ、様々な補強材を入れて耐久試験を行った。

## 走行機器など
6両編成で全車電動車である。力行制御は不等5分割サイリスタバーニア連続位相制御方式で275kWの直流電動機MT920形を駆動。電機品は三菱電機、日立製作所、東京芝浦電気（当時）、富士電機製造（当時）の4社が製作している。

### 補助電源装置
補助電源装置は、車両の電気機器を50/60Hz両方に対応させることは困難なため、車両の電気機器を60Hzに統一し、主変圧器三次巻線方式に代わり三相交流440V,60Hzを出力する電動発電機（MG）方式として、編成で3台を搭載している。
東京芝浦電気製のMH920-DM920形（定格容量200 kVA）・富士電機製造製のMH920-DM920形（定格容量は夏季で200 kVA・冬季で250 kVA）が直流式電動発電機である。一方、東洋電機製造製のDM921形は三相同期電動機を使用したブラシレスMG（定格容量250 kVA）が使用されている。
補助回路には三相交流440V,60Hzから変圧器ならびに静止形インバータによる単相交流100V,60Hz（2種類）と直流100V、直流24V出力がある。

### 運転台
運転台は、左手操作のブレーキ設定器、右手操作のマスコンハンドル（ATO回復、ATO運転、切、力行1ノッチ - 8ノッチ）、主速度計と補助速度計を備えている。

### ミニコンピュータ ATOMIC
先に落成していた951形では、1971年（昭和46年）に鉄道技術研究所と共同でATOMIC（Automatic Train Operation by MIni Compurter）と呼ばれるミニコンピュータシステムを搭載した。これは将来の自動運転を想定したもので、新幹線の定時運転制御、定速運転制御、定位置停止制御を1つのコンピュータシステムで処理するものである。当時、公営地下鉄では自動列車運転装置（ATO）を使用した自動運転の研究開発が行われていたが、駅間が長大となる新幹線では高度な定時運転制御が必要なことから、ミニコンピュータ方式としたものである。
その後、ATOMICを使用して機器の動作監視機能（モニタリング機能）、故障発生時の遠隔処置機能の導入を進めることとしたが、951形新製当初の時点ではこれら機能の搭載は想定しておらず、実施ができなかった（厳密には一部しか実施ができなかった）。このため、新しく製造する961形では新製当初よりこれらの機能を備えた、新しいATOMICを採用した。ATOMICの制御CPU（ATO3形またはATOMIC3号）は東京方先頭車に搭載され、日立製作所製のHODIC350Lが使用されている。一方、大阪方先頭車にはATO4形（ATOMIC4形）が搭載され、東京芝浦電気（現在：東芝）製のCPUが搭載されている。ATO4形は後述の運転制御の自動機能のほか、運行記録の表示と自己故障診断機能を備えている。
運転台にはCRTディスプレイによるATOMIC表示器を備えている。ATOMIC表示器は7色のカラー表示で、1行40文字で16行までの情報が表示できる。表示可能な文字は英数字だけで、カタカナや漢字などは表示できない。通常の運転時は、列車ダイヤの表示（乗務行路表と同じ）または運転情報の画面が使用される。
- 列車ダイヤの表示は、次駅以降の到着時刻、次駅以降の発車時刻、徐行による増加時分を表示[26]。
- 運転情報の表示は、列車番号、キロ程と残り距離、現在時刻と残り時分、ATC信号、目標速度、現在速度と次駅までの平均速度、力行・ブレーキノッチ表示などを表示。

運転台にはATC切り換えスイッチがあり、入換の場合には車庫内の手動運転（30km/h制限）、ATCの場合は本線の手動運転、ATOの場合は下記の操作となる。ATO運転時における発車は、マスコンハンドルを手前に引けば、角度に応じて手動運転（0 - 260km/hの間で定速運転）、ハンドルを奥へ1段目に倒せばATO自動運転（通常の自動運転）、2段目に倒せばATO回復運転モード（制限速度に近い速度で運転）となる。
運転制御の自動化
- 定時運転制御は、コンピュータが運転区間の速度制限や列車の遅延等から判断して、最適な運転時分となるよう速度制御するものである[17]。定速運転制御は、ATC指示速度に列車の速度を追従できるよう、コンピュータが最適なマスコンノッチを選択するものである[17]。定位置停止制御は、定位置停止装置（TASC）により、コンピュータが列車を自動で定位置に停止させるものである[17]。

車両故障時の応急処置の簡易化
検査業務の合理化のモニタリング
- 従来、0系の運転室には運転士が2人乗務しており、車両故障が発生した場合、ユニット表示灯で故障号車が2両に絞られ、運転していない運転士が該当車両に行き、室内配電盤を確認して開放処置などを行っていた[25]。しかし、16両編成で400 mにもなる新幹線では乗務員の大きな負担になることから、車両故障発生時はATOMIC表示器（CRTディスプレイ）で故障内容の確認を行い、該当車両の機器を運転台から遠隔操作で開放処置を行う方式とした[25]。また、ATOMICには各車両ごとにデータを記録する機能を備えており、車両基地入区後にデータを確認することで故障を判別したり、データを蓄積することで故障の前兆を予測することも可能となる[25]。

ATOMICの自動列車運転機構は実現には至らなかったが、機器の動作監視機能、故障発生時の遠隔処置機能は開発が継続され、200系で正式にモニタリング装置として実用化に至った。

## 編成表
|        | ← 岡山東京 → |              |              |              |             |               |
| 車両   | 961-1 （Mc） | 961-2 （M'） | 961-3 （M）  | 961-4 （M'） | 961-5 （M） | 961-6 （M'c） |
| 製造所 | 川崎重工業   | 川崎重工業   | 日本車輌製造 | 日本車輌製造 | 日立製作所  | 日立製作所    |
| 用途   | 座席車       | 座席車       | 食堂車       | 寝台車       | 器材積載車  | 座席車        |

## 試験運用
日立製作所製の2両は笠戸事業所から海上輸送により大阪港まで輸送、そこから陸送により大阪運転所（当時）に搬入された（6月28日）。川崎重工業兵庫工場（当時）製の2両は陸送により大阪運転所に搬入された（6月30日）。この4両が揃ったことから、4両編成で7月10日深夜に新大阪 - 姫路間で公式試運転を実施した（資料によっては7月17日に公式試運転）。
日本車輌製造豊川蕨製作所（当時）製の中間車2両は7月18日に落成、先に落成した4両編成を浜松工場に回送し、中間車を組み込んだ6両編成で7月19日深夜に浜松 - 名古屋間で公式試運転を実施した（資料によっては8月1日に公式試運転）。
完成後大阪運転所に配置され、山陽新幹線岡山 - 博多間での試験走行が行われた。ただし、工事の遅れと労使問題から、当初予定した内容の試験を十分実施するには至らなかった。本格的な走行試験は1974年（昭和49年）9月16日 - 10月15日にかけて、岡山 - 福山間で実施された。
1979年（昭和54年）に小山試験線（現在：東北新幹線小山駅付近）での試験走行を行うべく浜松工場で必要な機器やスノープラウ（1号車のみ）を設置の上、東京都品川区大井の車両基地（現在：東京第二車両所）から栃木県小山市の試験線管理所（現在：小山新幹線車両センター）へ陸送された。なお塗装は、廃車まで0系に準じた白地に青いラインのままだった。国鉄時代末期には青帯の下に赤いラインを追加していたが、JR化後に撤去された。
小山試験線での試験走行中の1979年12月7日、当時の電車の世界最高速度記録の319km/hを記録している（試験当時の前方の先頭車両が東京方961-1で高速試験された）。試験終了後は試験線管理所に留置されていたが、東北新幹線の開業に先立つ1982年 （昭和57年） 5月、同様に小山試験線で試験走行をしていた962形4両 （この際、仙台・新潟寄りの2両は上越新幹線での試験のため新潟運転所に送られた） とともに仙台総合車両所（現在：新幹線総合車両センター）に移動、検査期限の関係から両車とも自力走行が不可能である事から925形の牽引によった。962形は電気軌道総合試験車の925形10番台（S2編成）に改造されたが、961形は1号車・4号車・5号車・6号車の4両編成に短縮され、5号車の片側4箇所の側開口部には両側ともシャッターが取り付けられて仙台総合車両所に留置されていた。
その後行われた速度向上試験には925形10番台が使用され（ただし3台車構造の921形軌道試験車を編成から外した）、961形はその出番がないまま1990年（平成2年）8月10日付で廃車された。
東海道・山陽と東北の両系統の新幹線を走行した車両としては、他に軌道試験車921-1があるだけで、珍しい経歴を持つ車両である。だが仙台総合車両所（現在：新幹線総合車両センター）へ転用後、出番がなかったため、上越新幹線での走行経歴を持っていない。

## 現状
2017年7月現在、1号車・6号車の両先頭車が新幹線総合車両センターに保存されている。なお、カラーリングが200系に準じた白地に緑色のラインとなっているが、これは前述のように、現役時代を反映したものではない。他に、961形が319km/hを達成した際に作成した記念プレートは、東京都国分寺市の「ひかりプラザ」内にある951形を利用した新幹線資料館の中に保存されている。

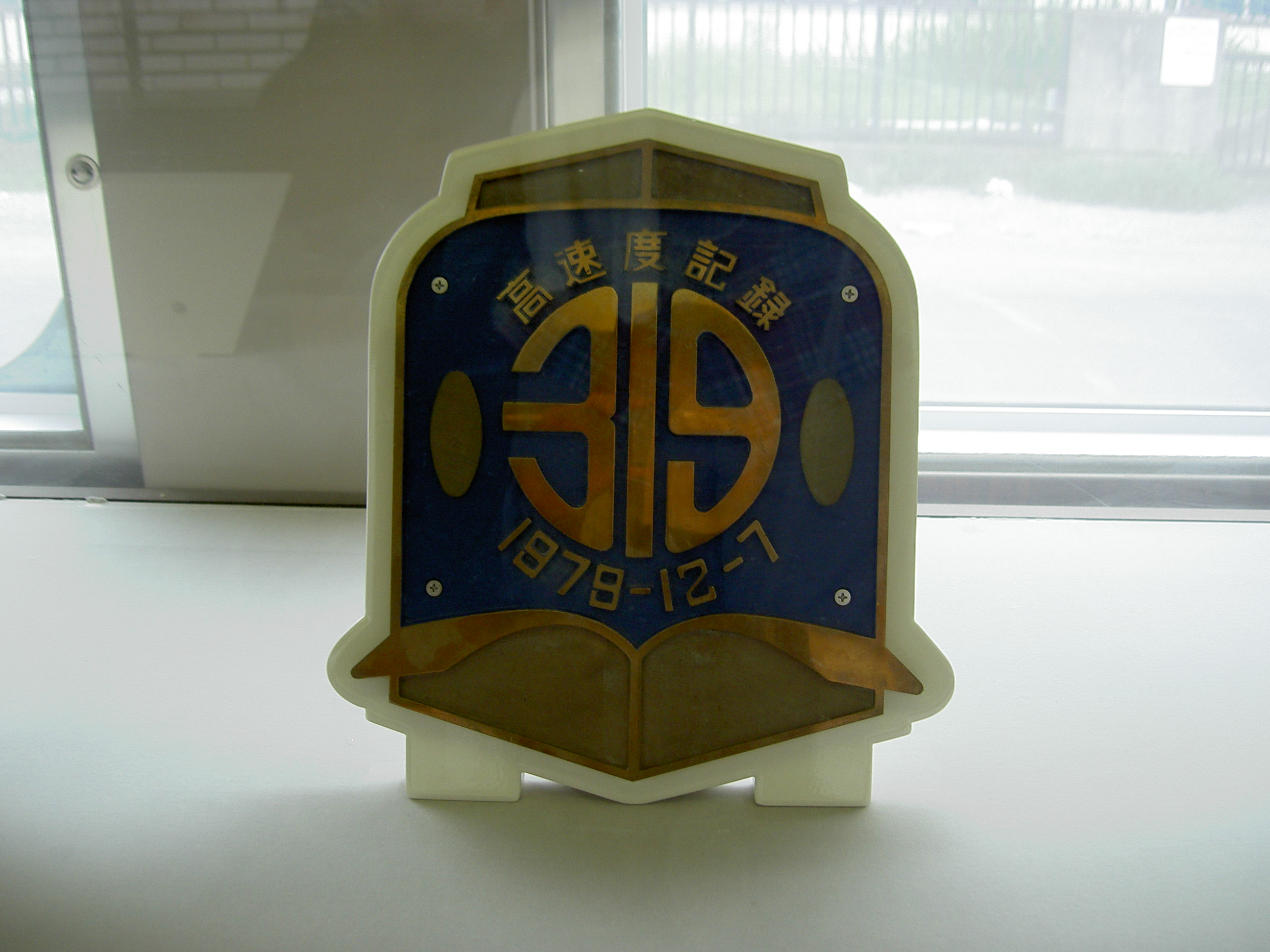
東京都国分寺市「ひかりプラザ」内にある新幹線資料館内部に展示されている、319km/h達成を記念するプレート